# Gran Premi de Bèlgica del 1965
Resultats del Gran Premi de Bèlgica de Fórmula 1 disputat la temporada 1965 al circuit de Spa Francorchamps el 13 de juny del 1965.

## Resultats
| Pos | No | Pilot           | Equip            | Voltes | Temps / Retirada      | Pos. de sortida | Punts |
| --- | -- | --------------- | ---------------- | ------ | --------------------- | --------------- | ----- |
| 1   | 17 | Jim Clark       | Lotus - Climax   | 32     | 2h 23' 34. 8          | 2               | 9     |
| 2   | 8  | Jackie Stewart  | BRM              | 32     | + 44.8 s              | 3               | 6     |
| 3   | 4  | Bruce McLaren   | Cooper - Climax  | 31     | + 1 Volta             | 9               | 4     |
| 4   | 14 | Jack Brabham    | Brabham - Climax | 31     | + 1 Volta             | 10              | 3     |
| 5   | 7  | Graham Hill     | BRM              | 31     | + 1 Volta             | 1               | 2     |
| 6   | 10 | Richie Ginther  | Honda            | 31     | + 1 Volta             | 4               | 1     |
| 7   | 18 | Mike Spence     | Lotus - Climax   | 31     | + 1 Volta             | 12              |       |
| 8   | 21 | Jo Siffert      | Brabham - BRM    | 31     | + 1 Volta             | 8               |       |
| 9   | 2  | Lorenzo Bandini | Ferrari          | 30     | + 2 Voltes            | 15              |       |
| 10  | 15 | Dan Gurney      | Brabham - Climax | 30     | + 2 Voltes            | 5               |       |
| 11  | 5  | Jochen Rindt    | Cooper - Climax  | 29     | + 3 Voltes            | 14              |       |
| 12  | 27 | Lucien Bianchi  | BRM              | 29     | + 3 Voltes            | 17              |       |
| 13  | 22 | Innes Ireland   | Lotus - BRM      | 27     | + 5 Voltes            | 16              |       |
| 14  | 23 | Richard Attwood | Lotus - BRM      | 26     | Accident              | 13              |       |
| Ret | 29 | Masten Gregory  | BRM              | 12     | Bomba del combustible | 20              |       |
| Ret | 20 | Jo Bonnier      | Brabham - Climax | 9      | Encesa                | 7               |       |
| Ret | 11 | Ronnie Bucknum  | Honda            | 9      | Caixa canvi           | 11              |       |
| Ret | 1  | John Surtees    | Ferrari          | 5      | Motor                 | 6               |       |
| Ret | 26 | Frank Gardner   | Brabham - BRM    | 3      | Encesa                | 19              |       |

## Altres
- Pole: Graham Hill 3' 45. 4

- Volta ràpida: Jim Clark 4' 12. 9 (a la volta 23)